# Grammaire générative et transformationnelle
La grammaire générative et transformationnelle est une théorie syntaxique s’inscrivant dans le courant de la linguistique générative. Majoritairement présente en Amérique du Nord, elle s’est développée depuis 1957 sous l’impulsion de Noam Chomsky. Cette théorie tente de caractériser la connaissance de la langue qui permet l'acte effectif du locuteur-auditeur.
La grammaire générative est basée sur la distinction entre compétence et performance (connaissance que le locuteur-auditeur a de sa langue contre l’emploi effectif de la langue dans des situations concrètes). Bien que Chomsky rejette la définition de  la langue de Ferdinand de Saussure, cette distinction s’apparente quelque peu à celle de langue/parole de ce dernier.[réf. nécessaire]

## Définition
Selon Noam Chomsky : « La grammaire d’une langue propose d’être une description de la compétence intrinsèque du locuteur-auditeur idéal. Si la grammaire est, de plus, parfaitement explicite (en d’autres termes, si elle ne fait pas simplement confiance à la compréhension du lecteur intelligent, mais fournit une analyse explicite de l’activité qu’il déploie), nous pouvons, non sans redondance, l’appeler grammaire générative. » (tiré de la traduction : Aspects de la théorie syntaxique de Noam Chomsky).
Ainsi, la grammaire générative :
- se veut explicative dans le sens où elle doit chercher à comprendre l’organisation du système cognitif permettant au locuteur-auditeur de formuler un ensemble infini de phrases ;
- porte son observation non sur la production (performance) en tant que telle, mais sur les mécanismes permettant la construction de ces énoncés (compétence). Ainsi, elle tente d'expliquer les règles que le locuteur applique de façon intuitive.

## Apports théoriques

### Théories grammaticales
Durant les années 1960, Chomsky a introduit deux idées centrales à la construction et l'évaluation des théories grammaticales. La première étant la distinction entre la compétence et la performance. Chomsky a discuté du fait que réellement, lorsque les gens parlent, ils font souvent des erreurs linguistiques, par exemple, commencer une phrase et puis l’abandonner. Ces erreurs représentent la performance. Tandis que la compétence se réfère à un locuteur qui maîtrise sa langue parfaitement. Il a avancé l'idée que ces erreurs en performance linguistique ne sont pas importantes pour l'étude de la compétence linguistique : les connaissances, notamment syntaxiques, qui permettent aux gens de construire et comprendre des phrases. Par conséquent, un linguiste peut étudier une version idéalisée de la langue, ce qui simplifie l'analyse linguistique. Cette théorie du mentalisme de la langue contraste directement avec la théorie du béhaviorisme proposé par B.F. Skinner. Chomsky insiste sur la créativité de la langue, et la possibilité de créer de nouvelles phrases que nous n'avons jamais entendues auparavant.
L'autre idée qui se relie à l'évaluation des théories grammaticales consiste à distinguer entre les grammaires qui atteignent l'adéquation descriptive et celles qui atteignent l'adéquation explicative. Une grammaire adéquate-descriptive pour une langue définit l'ensemble infini des phrases grammaticales de cette langue. Ce qui veut dire qu'elle décrit entièrement la langue. Une grammaire qui atteint l'adéquation explicative donne sens aux structures linguistiques du cerveau humain. En d'autres termes, elle précise comment les connaissances linguistiques forment une représentation mentale. Pour Chomsky, la représentation mentale de la linguistique constitue une partie innée de la nature humaine. Donc, si une théorie grammaticale atteint l'adéquation explicative, elle devrait être capable d'expliquer les variations grammaticales des langues du monde comme des variations relativement mineures chez le motif universel du langage humain.

### Structure de surface et structure profonde
Afin de rendre compte de la distinction compétence-performance, Noam Chomsky propose une organisation du langage en deux niveaux. La structure de surface, en anglais : surface structure, correspond à la performance, c’est-à-dire au niveau phonologique (en d'autres termes, à l'énoncé produit). Selon la théorie générative, ce niveau qui détermine l'interprétation sémantique, est le résultat d'opérations complexes ou transformations à partir de la structure profonde (en anglais : deep structure).

### Règles de réécriture
Les règles de réécriture correspondent aux transformations opérées dans la structure profonde. La plupart de ces règles correspondent à des déplacements d'unités sémantiques amenant la bonne formation d'un énoncé. Par exemple, elles permettent d'expliquer pourquoi certains éléments de la phrase changent de position dans des contextes particuliers (le passif par exemple).
Exemple : Jean suit le chat — par opposition à — Le chat est suivi par Jean.

### Universaux de forme et de substance
Selon l'axiome de la théorie générative, chaque locuteur partage une connaissance tacite de certains universaux linguistiques qui lui permettent d'apprendre sa langue maternelle. Toutefois, les langues varient les unes des autres et d'un locuteur à l'autre. En d'autres termes, la syntaxe est composée par  des universaux et par des variables.
La conséquence de cette observation amène une question primordiale : « De quelles hypothèses initiales sur la nature du langage l'enfant part-il pour faire son apprentissage linguistique ? Quel est le degré de spécification et de détail du schéma inné (définition générale d'une « grammaire ») qui devient progressivement plus explicite et différenciée, à mesure que l'enfant apprend sa langue ? » (tiré de la traduction : Aspects de la théorie syntaxique de Noam Chomsky)
Selon Noam Chomsky, il est nécessaire de classer les universaux linguistiques en deux catégories : 
- la théorie des universaux de substance (traditionnellement étudiée par les linguistiques générales) affirme que chaque élément particulier d'une langue doit provenir d'un système particulier au sens où il en est un dérivé. Pour exemple, on peut citer la théorie de Jakobson selon laquelle tout élément phonétique produit est caractérisé par des traits phonétiques universels caractérisant les éléments physiques de notre système articulatoire ;
- la théorie des universaux de forme s'attache à la nature plus abstraite de la grammaire comme l'hypothèse des transformations. En fait, cette partie théorique tente de comprendre le processus complet de la production et de la compréhension langagière (c'est-à-dire du niveau de la pensée jusqu'au niveau de l'énoncé produit).

## Le minimalisme
À partir du milieu des années 1990, les recherches sur la grammaire transformationnelle se sont inspirées du programme minimaliste de Chomsky. Le programme minimaliste vise à élaborer davantage les idées concernant l’économie de la dérivation et l’économie de la représentation, lesquelles devenaient importantes au début des années 1990, mais qui étaient encore marginalisées dans la théorie transformationnelle générative.
L’économie de la dérivation est un principe qui énonce que les mouvements ne surviennent que pour associer des caractéristiques interprétables à celles qui ne le sont pas. Un exemple de caractéristique interprétable est la flexion du pluriel des noms — « hôpitaux », par exemple. Le mot « hôpitaux » ne peut faire référence qu’à plusieurs hôpitaux et non un seul hôpital. Ainsi cette flexion contribue-t-elle à la signification, rendant le mot interprétable. Les verbes  portent une flexion selon le nombre et le sujet. Par exemple, on dit « les hôpitaux sont là » et « l'hôpital est là », mais dans la plupart des phrases, cette flexion ne fait que répéter l’information à propos du nombre que le sujet contient déjà, et qui n’est donc pas interprétable.
L’économie de la représentation est le principe selon lequel les structures grammaticales doivent avoir une raison d’être, c’est-à-dire que la structure de la phrase ne devrait pas être plus longue ni plus complexe que ce qui est nécessaire pour satisfaire aux contraintes sur la grammaire.